# Auditorio de Galicia

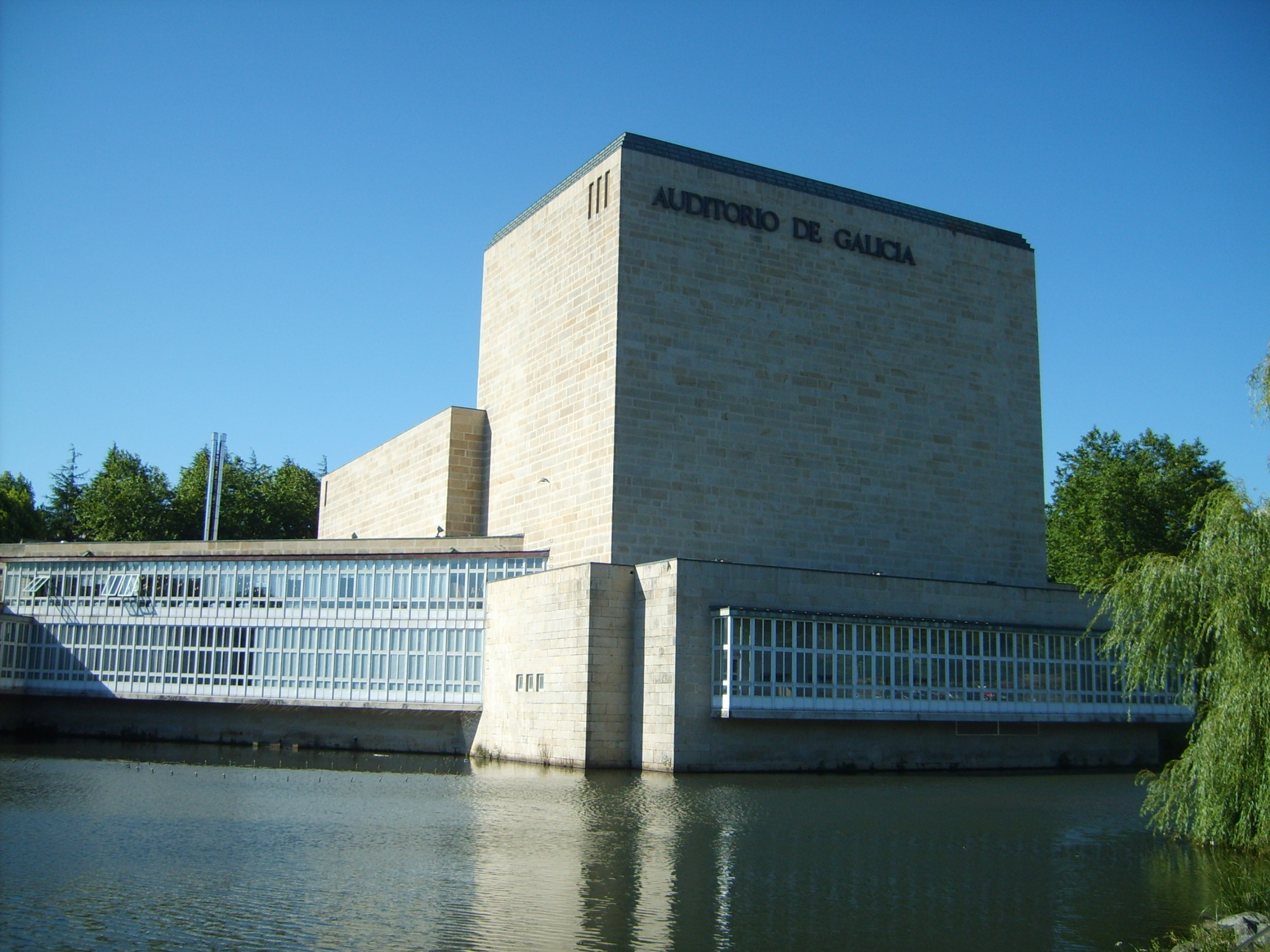
Auditorio de Galicia.

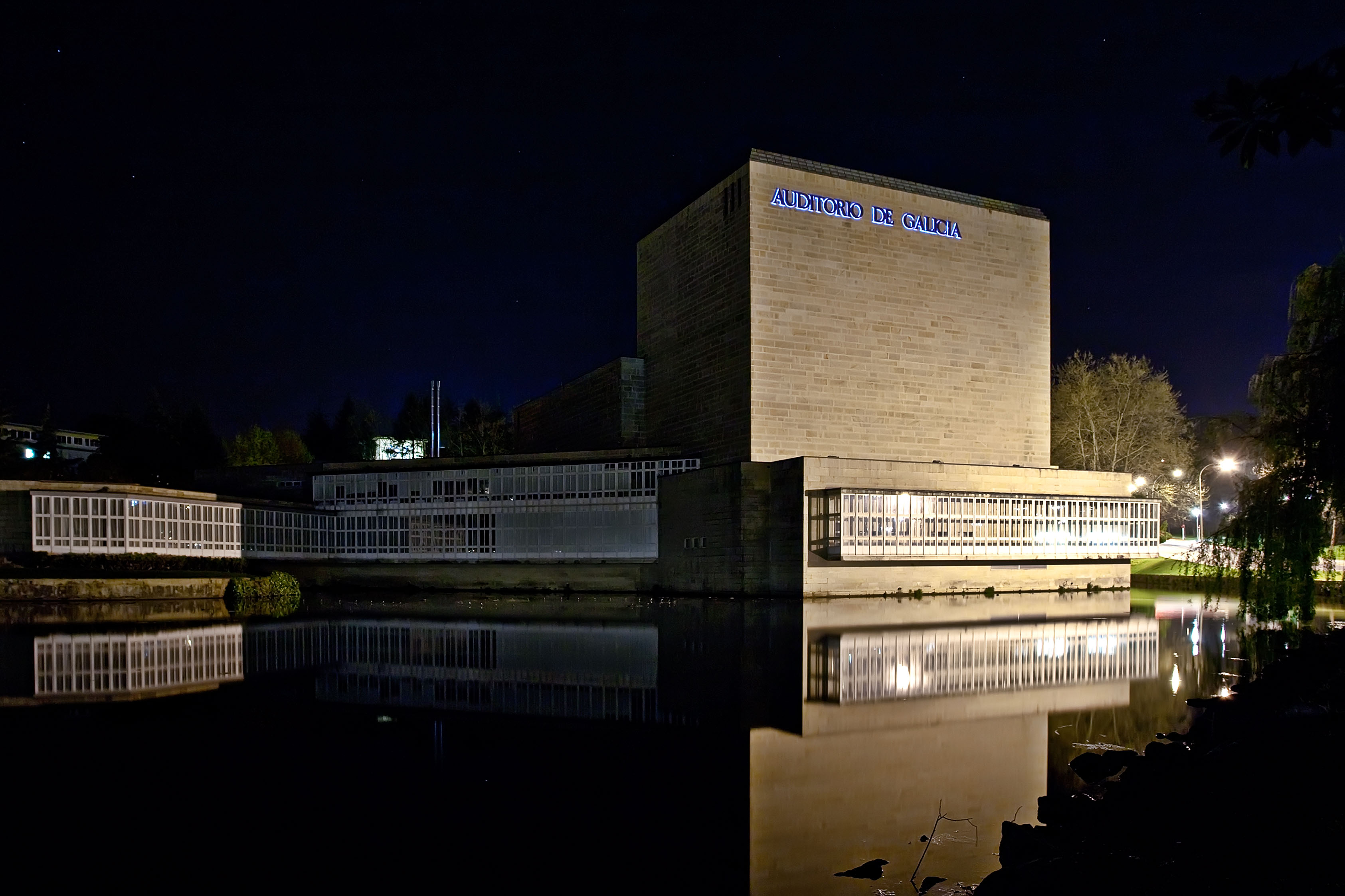
Vista nocturna del Auditorio de Galicia.

El Auditorio de Galicia es un edificio situado en la capital de Galicia, Santiago de Compostela, destinado a usos culturales. Fue diseñado por los arquitectos Julio Cano Lasso y Diego Cano Pintos. Fue inaugurado en el año 1989, es la sala de conciertos más importante de Galicia, y desde 1996 la sede de la Real Filharmonía de Galicia. Su construcción fue financiada por el Ministerio de Cultura de España, La Junta de Galicia y el ayuntamiento de Santiago.

## Salas
El complejo cultural cuenta con cuatro salas:
- Sala Ángel Brage. Es la sala principal del auditorio. Se trata de un espacio con capacidad para 1.002 espectadores, acondicionado para acoger representaciones teatrales, ballet, ópera, conciertos de música sinfónica y para la organización de congresos.

- Sala Mozart. Tiene capacidad para 260 espectadores, destinada entre otras actividades a conciertos, conferencias y ensayos teatrales. Esta es la sala de ensayo de la Banda Municipal de Santiago, y acoge también con frecuencia, conciertos de los alumnos del Conservatorio Profesional de Música de Santiago de Compostela

- Sala Isaac Díaz Pardo. Es un espacio de 1000 m² de forma irregular destinado a las exposiciones.

- Sala Circular. Es la más pequeña de las salas. Tiene capacidad para 50 personas, está destinada a la celebración de coloquios, conferencias de prensa o presentaciones.